# Vila Nova de Famalicão
Vila Nova de Famalicão – miejscowość w Portugalii, leżąca w dystrykcie Braga, w regionie Północ w podregionie Ave. Miejscowość jest siedzibą gminy o tej samej nazwie. 

## Demografia
| Liczba ludności gminy Vila Nova de Famalicão (1849–2011) | Liczba ludności gminy Vila Nova de Famalicão (1849–2011) | Liczba ludności gminy Vila Nova de Famalicão (1849–2011) | Liczba ludności gminy Vila Nova de Famalicão (1849–2011) | Liczba ludności gminy Vila Nova de Famalicão (1849–2011) | Liczba ludności gminy Vila Nova de Famalicão (1849–2011) | Liczba ludności gminy Vila Nova de Famalicão (1849–2011) | Liczba ludności gminy Vila Nova de Famalicão (1849–2011) | Liczba ludności gminy Vila Nova de Famalicão (1849–2011) |
| -------------------------------------------------------- | -------------------------------------------------------- | -------------------------------------------------------- | -------------------------------------------------------- | -------------------------------------------------------- | -------------------------------------------------------- | -------------------------------------------------------- | -------------------------------------------------------- | -------------------------------------------------------- |
| 1849                                                     | 1900                                                     | 1930                                                     | 1960                                                     | 1981                                                     | 1991                                                     | 2001                                                     | 2004                                                     | 2011                                                     |
| 27 023                                                   | 33 978                                                   | 43 561                                                   | 79 250                                                   | 106 508                                                  | 114 338                                                  | 127 567                                                  | 131 690                                                  | 133 832                                                  |

## Sołectwa
Sołectwa gminy Vila Nova de Famalicão (ludność wg stanu na 2011 r.):
- Abade de Vermoim – 437 osób
- Antas – 6925 osób
- Ávidos – 1742 osoby
- Bairro – 3598 osób
- Bente – 925 osób
- Brufe – 2231 osób
- Cabeçudos – 1466 osób
- Calendário – 11 667 osób
- Carreira – 1662 osoby
- Castelões – 2021 osób
- Cavalões – 1539 osób
- Cruz – 1738 osób
- Delães – 3917 osób
- Esmeriz – 2218 osób
- Fradelos – 3914 osób
- Gavião – 3747 osób
- Gondifelos – 2438 osób
- Jesufrei – 606 osób
- Joane – 8089 osób
- Lagoa – 911 osób
- Landim – 2834 osoby
- Lemenhe – 1272 osoby
- Louro – 2250 osób
- Lousado – 4057 osób
- Mogege – 1943 osoby
- Mouquim – 1266 osób
- Nine – 2974 osoby
- Novais – 1124 osoby
- Outiz – 913 osób
- Pedome – 2120 osób
- Portela – 585 osób
- Pousada de Saramagos – 2234 osby
- Requião – 3376 osób
- Riba de Ave – 3425 osób
- Ribeirão – 8828 osób
- Ruivães – 1877 osób
- Santa Eulália de Arnoso – 1111 osób
- Santa Maria de Arnoso – 2008 osób
- Santa Maria de Oliveira – 3420 osób
- São Cosme do Vale – 3032 osoby
- São Martinho do Vale – 2081 osób
- São Mateus de Oliveira – 2714 osób
- São Miguel de Seide – 1171 osób
- São Paio de Seide – 371 osób
- Sezures – 497 osób
- Telhado – 1784 osoby
- Vermoim – 2930 osób
- Vila Nova de Famalicão – 8478 osób
- Vilarinho das Cambas – 1366 osób

## Współpraca
- Dystrykt Lobata, Wyspy Świętego Tomasza i Książęca